# Gura Bordului
Gura Bordului románul: Gura Bordului, falu Romániában, Erdélyben, Hunyad megyében.

## Fekvése
Felsőnyiresfalva mellett fekvő település.

## Története
Gura Bordului korábban Felsőnyiresfalva (Lunca Cernii de Sus) része volt. 1956 körül vált külön településsé 525 lakossal.
1966-ban 484, 1977-ben 340, 1992-ben 139, 2002-ben 81 román lakosa volt.